# Deathconsciousness
Deathconsciousness (с англ. — «Cознание смерти») — дебютный студийный альбом американского рок-дуэта Have a Nice Life, выпущенный 24 января 2008 года на лейбле Enemies List Home Recordings. Это альбом в стиле шугейз и пост-панк, для которого характерны lo-fi-звучание, плотные звуковые ландшафты и тексты, затрагивающие такие темы, как смерть, депрессия и экзистенциальное отчаяние. Он был записан самостоятельно в течение пяти лет с бюджетом менее 1000 долларов и выпущен в виде двойного альбома. Оригинальная обложка, сопровождаемая 70-страничным буклетом с описанием вымышленной религиозной истории, представляет собой затемнённую и обрезанную версию картины «Смерть Марата» Жака Луи Давида.
Несмотря на то, что профессиональные музыкальные издания поначалу не обратили внимания на Deathconsciousness, в последующие годы после своего выхода он приобрёл значительную популярность в музыкальных онлайн-сообществах, таких как 4chan'новский борд /mu/, Sputnikmusic и Rate Your Music. Ретроспективный анализ был сосредоточен на эмоциональной насыщенности альбома, его атмосферной целостности и духе «сделай сам» (DIY). Музыкальные критики назвали его одним из самых эмоционально опустошающих альбомов своего времени.

## Предыстория
Дэн Барретт и Тим Макуга познакомились, когда их предыдущие группы выступали вместе, что положило начало их музыкальному сотрудничеству. Пока Барретт учился за границей, они начали общаться по электронной почте, их объединял интерес к музыке и схожим темам. Вернувшись в США, они создали группу Have a Nice Life в Мидлтауне, штат Коннектикут. Их ранние выступления проходили в кофейнях при колледжах и на концертах в подвалах и часто отличались конфронтационным тоном. Они прославились тем, что исполняли песни, которые в Kerrang! позже назвали «мрачно акустическими», часто затрагивающими темы смерти и увядания, хотя в их ранних работах прослеживалась более абсурдистская перспектива.

## Запись
Процесс записи Deathconsciousness был неформальным и малобюджетным, а общая стоимость, по некоторым данным, не превысила 1000 долларов. Бóльшая часть альбома была записана с использованием простейшего оборудования, такого как микрофон, встроенный в ноутбук Барретта, подержанная клавиатура и игрушечное пианино. Изначально не планировалось выпускать цельный двойной альбом; концепция начала формироваться только в 2005 или 2006 году. Из-за физической удалённости и рабочих обязательств дуэт работал над альбомом от случая к случаю, иногда всего несколько раз в месяц. В результате Deathconsciousness записывался примерно пять лет.
«The Big Gloom» была первой песней, записанной для Deathconsciousness в их первоначальном составе. Среди забавных историй, связанных с записью, можно выделить происхождение таких треков, как «Holy Fucking Shit 40,000», который был основан на старой акустической песне Барретта, и ошибочное убеждение Макуги в том, что «призрачные звуки», записанные во время работы над «There Is No Food», были сверхъестественными. Позже выяснилось, что это был смех его соседа по комнате во время свидания. Оригинальные мастер-записи альбома были утеряны во время сбоя жёсткого диска, в результате чего у группы остались только MP3-файлы со скоростью 192 Кбит/с. Важным поворотным моментом в разработке альбома стала смерть отца Барретта; позже он заявил, что это событие придало более чёткий акцент тематике альбома и повлияло на содержание сопроводительного буклета.
Название Deathconsciousness отражает центральные темы, затронутые в дебютном альбоме Have a Nice Life. По словам Уилла Шейнера, этот термин означает осознание того, что смерть отдельного человека в конечном счёте бессмысленна — что «ты не личность, а статистическая единица». Эта точка зрения прямо противоположна тому, что группа назвала доминирующей тенденцией западной культуры — избегать или отрицать реальность смерти.

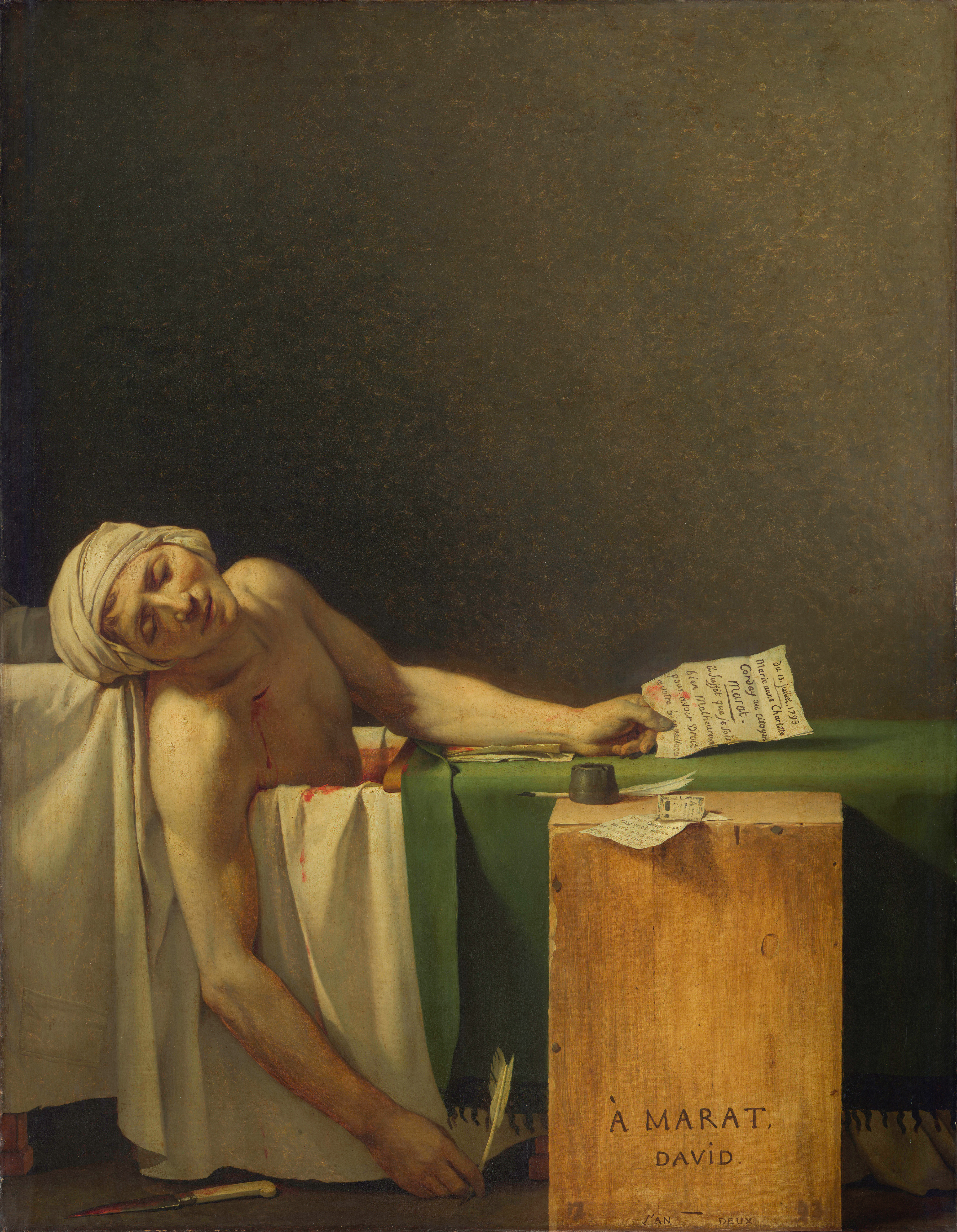
На оригинальной обложке Deathconsciousness изображена затемнённая и обрезанная версия картины «Смерть Марата» с немного увеличенным контрастом, написанная Жаком Луи Давидом во время Французской революции. В интервью для Revolver Барретт объяснил, что ограниченный бюджет группы заставил их обратиться к произведениям, находящимся в общественном достоянии.

## Концепция и темы
Deathconsciousness очень тесно связан с тем, что происходило в моей жизни во время записи. Он естественным образом возник из моих текстов. Это противоположность преобладающему на Западе культурному отношению к смерти, а именно к тому, что мы должны делать вид, будто её не существует. Она существует, и долгое время я мог говорить или думать только о ней. Это естественным образом повлияло на музыку, тексты и даже оформление.
Альбом Deathconsciousness тематически посвящён смертности, депрессии, тревоге и отчуждению. Deathconsciousness — концептуальный альбом; Джейсон Хеллер из Pitchfork Media определил основную идею альбома как представление о том, что «существование мрачно, в его основе лежит чёрный юмор, и иногда погружение в этот болезненный парадокс — лучшая месть». Музыку описывали как эмоционально насыщенную и меланхоличную, а Дакота Уэст Фосс из Sputnikmusic назвала её «наиболее близкой к депрессии в музыкальной форме». Как правило, песни придумывал Барретт, который сочинял акустические или более спокойные основные идеи и занимался продюсированием и звукорежиссурой альбома. Макуга добавлял дополнительные инструменты, в том числе гитару, бас-гитару, синтезаторы и запрограммированные ударные. Их рабочий процесс был неформальным и интуитивным, с минимальным структурированным планированием.

## Композиция и стиль
Музыкальные критики относят Deathconsciousness к шугейзу, пост-панку и готик-року с элементами блэк-метала, пост-рока, дарк-эмбиента и индастриал-музыки. Робин Смит из The Quietus использовал термин «думгейз» (англ. doomgaze) для описания сочетания тяжёлых и эфирных стилей в альбоме. Многие треки звучат медленно, создавая обширные звуковые ландшафты, в которых особое внимание уделяется атмосфере и текстуре. В записи используется сильно реверберирующий и часто приглушённый вокал, плотные слои дисторшна, а также lo-fi-эстетика. Мирко Лейер из laut.de сравнил его звучание с Godspeed You! Black Emperor, My Bloody Valentine, Beach House и Swans. Журнал Paste охарактеризовал его звучание как «апокалиптическое».

### Песни
Вступительный трек «A Quick One Before the Eternal Worm Devours Connecticut» представляет собой инструментальную композицию в стиле дарк-эмбиент, для которой характерны многослойная электроника и акустическая гитара. По словам Макуги, гитарные партии были записаны в ванне. Трек затрагивает темы смерти и разрушения, а его название отсылает к родному штату группы. Он заканчивается повторяющимся вокальным мотивом с эхом: «I just don’t know»
(рус. «Я просто не знаю»). «Bloodhail» — это трек в стиле шугейз, построенный на тяжёлых басах и многослойных текстурах. В тексте песни затрагиваются темы разочарования и духовного истощения. Песня отсылает к материалу из буклета, прилагающегося к альбому, и представляет собой повествование с точки зрения падшего божества. Она является второй частью концептуального повествования, представленного в четвёртом треке «Hunter». «The Big Gloom» — это плотная композиция в стиле шугейз с перегруженным реверберацией вокалом и неумолимой перкуссией. В треке рассказывается о персонаже, находящемся в глубокой депрессии и неспособном выйти из эмоционального ступора. В Vice отметили его эмоциональную откровенность и звуковую насыщенность. «Hunter» — это первая часть повествования из двух песен, вторая — «Bloodhail». Гитарный трек с мелодичными риффами, в котором рассказывается мифическая история о том, как человечество противостоит божественной фигуре и убивает её, с помощью аллегорий исследуются темы насилия, упадка и утраты трансцендентности.
«Telephony» рассказывает о главном герое, который пытается создать устройство для связи с мёртвыми. В ней затрагиваются темы горя, отрицания и неспособности пережить личную утрату. Это более жёсткий трек с металлической перкуссией и искажёнными инструментами. «Who Would Leave Their Son Out in the Sun?» продолжает эмоциональную линию предыдущей песни, сочетая инструменты с сильной реверберацией с текстами, посвящёнными чувству вины, божественному забвению и экзистенциальным вопросам. Название отсылает к распятию Иисуса, а говорящий выражает разочарование по поводу кажущегося безразличия Бога к страданиям. «There Is No Food» — инструментальный трек , состоящий из эмбиентных дроунов и искажённых вокальных фрагментов. Он создаёт тревожную и дезориентирующую атмосферу. «Waiting for Black Metal Records to Come in the Mail» — песня в стиле пост-панк с элементами хэви-метала. В тексте песни критикуются потребительство, капитализм и технологическое отчуждение, а космические образы сочетаются с политическими комментариями. Название содержит сатирическое противопоставление жестоких образов и обыденной современной жизни. «Holy Fucking Shit: 40,000» начинается с минималистичного пресета Casio, а затем переходит в резкий нойз и индустриальные элементы. В тематическом плане песня исследует эмоциональное оцепенение, механизацию идентичности и моральное отчуждение, используя Warhammer 40,000 как метафору дегуманизации и отстранённости.
«The Future» — инструментальная композиция с синтетическими барабанами и минималистичной электроникой. Её бодрый ритм контрастирует с мрачной тональностью. Трек отражает пессимистичный взгляд на будущее, в котором технологический прогресс не может избавить от экзистенциальных страданий. «Deep, Deep» — динамичный трек в рок-стиле, в котором сочетаются синтезаторы и искажённая гитара. В тексте песни говорится об отчуждении от физической близости, бремени родительства и экзистенциальной вине. Сочетание агрессивных инструментов с интроспективными текстами знаменует собой тональный сдвиг от меланхолии к гневу. «I Don’t Love» стилистически восходит к шугейзу и отличается сильным искажением звука, приглушённой перкуссией и многослойным вокалом. В текстах песни говорится об эмоциональном оцепенении и неспособности чувствовать любовь, что часто интерпретируется как описание депрессии. Заключительный трек альбома «Earthmover» длится более одиннадцати минут и начинается с акустического бренчания, а затем переходит в кульминационную стену звука. В нём звучат многослойные гитарные партии, хоровые партии и эмбиентный шум. В тексте песни «неудержимые големы» описываются как метафора непосильного экзистенциального бремени. Трек заканчивается продолжительным инструментальным пассажем. «Падение басов» в конце — это незапланированный момент, когда Макуга физически швыряет на пол свою бас-гитару.

## Выпуск

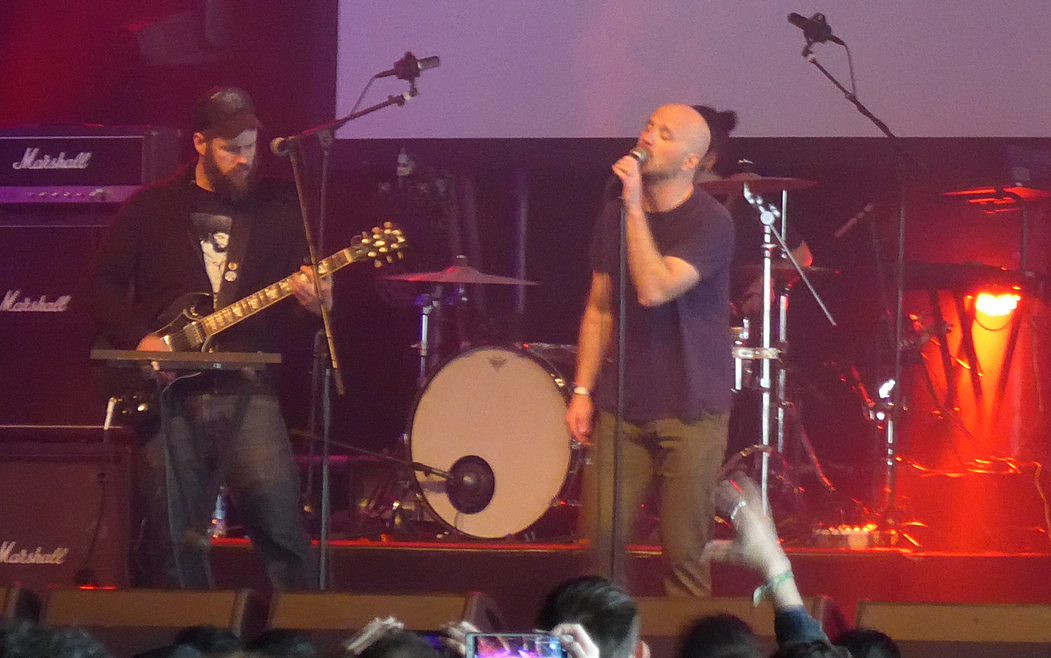
Макуга (слева) и Барретт (справа) выступают на фестивале Roadburn в 2019 году.

Альбом Deathconsciousness был выпущен 24 января 2008 года на лейбле Enemies List Home Recordings; он стал дебютным студийным альбомом группы. Альбом вышел с двумя дисками и состоит из двух частей соответственно: «The Plow That Broke the Plains» и «The Future». Альбом был переиздан в 2009 году лейблом Enemies List, как на виниле, так и в виде CD с новой обложкой. Ещё одно переиздание Deathconsciousness было выпущено 17 сентября 2014 года лейблами Enemies List и The Flenser. По состоянию на 2019 год альбом переиздавался семь раз.
После смерти отца Барретт потратил часть выплат по страховке на путешествие по Европе, во время которого он написал первую версию 70-страничного буклета к альбому. В тексте, который он завершил по возвращении, в качестве автора упоминается безымянный профессор истории религии из Массачусетского университета в Амхерсте. В нём также представлена вымышленная история о религиозном деятеле XIII века по имени Антиох и апокалиптической христианской секте. Под влиянием романа «Дом листьев» Марка З. Данилевски буклет был задуман как дополнение к музыке.
После выхода альбома музыкальные издания практически не обратили на него внимания. Хотя дуэт ожидал, что альбом останется в тени, за годы, прошедшие с момента его выхода, он приобрёл значительную популярность, особенно в музыкальных онлайн-сообществах, таких как Sputnikmusic, Rate Your Music и на борде /mu/ 4chan — форуме для обсуждения музыки. В 2019 году журнал Kerrang! отметил, что растущая загадочность альбома усиливалась анонимностью группы и зловещими примечаниями на обложке, которые, как отметил журнал, способствовали тому, что альбом стал «предметом интернет-мифов». Альбом также получил высокую оценку в сообществе Reddit r/Indieheads. Это признание стало полной неожиданностью для дуэта, который изначально считал, что альбом будет просто «кучей CD-R в гараже мамы Дэна» и что «абсолютно никому не будет дела» до их музыки. Группа полностью исполнила альбом в 2019 году на голландском фестивале экспериментальной музыки Roadburn.

## Отзывы критиков
| Оценки критиков | Оценки критиков       |
| Источник        | Оценка                |
| --------------- | --------------------- |
| laut.de         | [ 5 ]                 |
| Sputnikmusic    | (2008 г.) · (2009 г.) |

После выхода альбома рецензент под псевдонимом 204409, пишущий для Sputnikmusic, поставил ему 4,5 звезды из 5. В другой рецензии Дакота Уэст Фосс поставила альбому 5 звёзд. На том же сайте альбом занял 94-е место в списке «100 лучших альбомов десятилетия». В рецензии для Metal Storm обозреватель jupitreas назвал альбом «безусловно самым важным альбомом года на данный момент», несмотря на то, что он признал отсутствие оригинальности и местами чрезмерную продолжительность. Он назвал альбом «шедевром в стиле lo-fi», который вызывает душераздирающие и невероятно мрачные чувства, и заявил, что по сравнению с ним «похоронные дум-альбомы звучат как музыкальная тема Барни».
В ретроспективных обзорах Мирко Лейер из laut.de охарактеризовал альбом как «противоположность антидепрессанту», подчеркнув его мрачный эмоциональный тон и яркое изображение депрессивных состояний. Он отметил, что Deathconsciousness — это не просто грустная музыка, а скорее вызывающая чувство эмоционального оцепенения, сродни «музыкальной чёрной дыре». Лейер охарактеризовал альбом как вакуум чувств, в котором горе и опустошение ощущаются как непосильная ноша, сравнив его с «музыкой, превратившейся в неспособность что-либо чувствовать». Одри Хоган из Loyola Phoenix описала его как эмоционально насыщенное и тематически плотное произведение, которое стало отражением трудного периода в её жизни. Размышляя о влиянии альбома, Хоган подчеркнула, что такие треки, как «The Big Gloom», с первых нот вызывают «глубокую первобытную, всепоглощающую печаль». Она отметила, что альбом отражает «состояние глубокой депрессии» благодаря сочетанию множества жанров, назвав его «достижением малобюджетной звукозаписи и инструменталов в стиле пост-чего угодно».

### Влияние
Уилл Шейнер из The Roundup назвал Deathconsciousness образцом атмосферы, лиризма и эмоциональной глубины. Он подчеркнул, что альбом затрагивает темы нигилизма, депрессии и экзистенциального отчаяния, назвав его «одним из самых депрессивных, мрачных и безнадёжных произведений», с которыми он сталкивался. Шейнер охарактеризовал альбом как глубоко концептуальную и тематически единую работу, высоко оценив его способность вызывать непреодолимое чувство космической и личной незначительности. Холден Зейдлиц из Stereogum описал Deathconsciousness как «мрачный, амбициозный, густо оркестрованный, местами барбитуровый и едкий» альбом, охарактеризовав его как апокалиптическое произведение, созданное под влиянием осознания смертности. Зейдлиц отметил, что этот альбом часто называют «самым грустным альбомом всех времён» наряду с A Crow Looked at Me группы Mount Eerie, и добавил, что это «та музыка, которую вы слушаете, когда вам нужно больше веса». В своей статье для Vice Джон Хилл назвал альбом «возможно, одним из величайших двойных лонгплеев всех времён», подчеркнув его стилистический диапазон и эмоциональный резонанс. Хилл высоко оценил идею «сделай сам» (DIY) и производство альбома в стиле lo-fi, назвав его «записью, сделанной обычным человеком, хотя это почти гениальное произведение», и процитировал Джонатана Туайта, владельца The Flenser. Майк ЛеСуэр из Flood назвал альбом «культовым моментом, достойным мемов».
«Earthmover» с тех пор стал одной из самых известных работ группы и вновь обрёл популярность благодаря вирусным постам в социальных сетях. Вступительный трек «A Quick One Before the Eternal Worm Devours Connecticut» был семплирован продюсером Джоном Мелло для песни рэпера Lil Peep'а под названием «Shiver». За неделю, закончившуюся 18 апреля 2024 года, ролик «A Quick One Before the Eternal Worm Devours Connecticut» дебютировал на 30-м месте в чарте TikTok Billboard Top 50.

## Список композиций
Слова и музыка всех песен — Дэн Барретт и Тим Макуга.
| №                   | Название                                                  | Длительность |
| ------------------- | --------------------------------------------------------- | ------------ |
| 1.                  | «A Quick One Before the Eternal Worm Devours Connecticut» | 7:52         |
| 2.                  | «Bloodhail»                                               | 5:40         |
| 3.                  | «The Big Gloom»                                           | 8:07         |
| 4.                  | «Hunter»                                                  | 9:45         |
| 5.                  | «Telefony»                                                | 4:38         |
| 6.                  | «Who Would Leave Their Son Out in the Sun?»               | 5:19         |
| 7.                  | «There Is No Food»                                        | 4:00         |
| Общая длительность: | Общая длительность:                                       | 45:21        |

| №                   | Название                                              | Длительность |
| ------------------- | ----------------------------------------------------- | ------------ |
| 8.                  | «Waiting for Black Metal Records to Come in the Mail» | 6:17         |
| 9.                  | «Holy Fucking Shit: 40,000»                           | 6:29         |
| 10.                 | «The Future»                                          | 3:50         |
| 11.                 | «Deep, Deep»                                          | 5:25         |
| 12.                 | «I Don't Love»                                        | 6:13         |
| 13.                 | «Earthmover»                                          | 11:28        |
| Общая длительность: | Общая длительность:                                   | 39:42        |

## Участники записи
Have a Nice Life
- Дэн Барретт — запись, написание и ведущий вокал
- Тим Макуга — запись и написание